# Daniela Klette
Cet article possède un paronyme, voir Klett.
Daniela Klette, née en 1958 à Karlsruhe, est membre de la troisième génération de la Fraction armée rouge.

## Biographie
Le 25 février 1990, elle participe à un attentat à la bombe contre le siège de la Deutsche Bank à Eschborn, mais la bombe n'explose pas. Des mèches de cheveux de Klette sont retrouvées dans la voiture.
Le 13 février 1991, elle participe à une attaque à l'arme à feu contre l'ambassade américaine à Bonn durant la Guerre du Golfe. Un cheveu de Klette est retrouvé dans la voiture,.
Le 27 mars 1993, elle participe avec Ernst-Volker Staub et Burkhard Garweg (de), à l'attentat contre la prison de Weiterstadt,.
Le 20 juillet 1999, elle participe avec Ernst-Volker Staub à l'attaque d'un fourgon blindé transportant un million de Deutsche Marks à Duisbourg, bien que la FAR ait été dissoute en 1998.
Entre 1999 et 2016, elle est accusée, avec Ernst-Volker Staub (69 ans en 2024) et Burkhard Garweg (55 ans en 2024) de tentative de meurtre et de vol aggravé
Le 26 février 2024, Koray Freudenberg, procureur de la ville de Verden, annonce que Daniela Klette, désormais âgée de 65 ans, est arrêtée à Berlin-Kreuzberg, où elle vivait sous un faux nom depuis environ 20 ans, après une cavale de plus de 25 ans,,.
Daniela Klette est retrouvée grâce à des outils d'intelligence artificielle utilisés par un podcast télévisé allemand. La police et les services de sécurité allemands sont, eux, liés par des lois strictes sur la vie privée qui limitent leur capacité à utiliser ces types d’outils améliorés par l’intelligence artificielle. La police trouve une arme antichar, un fusil Kalachnikov et un pistolet-mitrailleur dans son appartement,.